# Primarias del Partido Demócrata de 2008 en Utah
Las Primarias demócratas de Utah, 2008 fueron el 5 de febrero de 2008, con 23 delegados nacionales.

## Resultados
| Candidato       | Votos   | Porcentajes | Delegados |
| --------------- | ------- | ----------- | --------- |
| Barack Obama    | 70,373  | 57.4%       | 14        |
| Hillary Clinton | 48,719  | 39.7%       | 9         |
| John Edwards    | 3,525   | 2.9%        | 0         |
| Total           | 122,617 | 100%        | 23        |